# Mostka
Návrší Mostka, v minulosti zvaná Mostná hora (279 m), je lesem zarostlý kopec v Českém středohoří na severním okraji města Litoměřice a východně od zaniklé obce Pokratice. V roce 1910 zde byla postavena (tak jak to bylo obvyklé i v mnoha jiných severočeských městech s převahou německého obyvatelstva) výletní restaurace s rozhlednou. Spolu s nedalekým vrchem Kočka (též zvaným Sovice), která se nachází asi 0,7 km východně), a Bílými stráněmi u Pokratic (asi 1,5 km severozápadním směrem odtud) se jedná o oblíbené výletní místo místních obyvatel. Jméno tohoto nevysokého návrší pochází od toho, že zde roku 1452 bylo těženo dřevo na stavbu prvního litoměřického mostu přes Labe.[zdroj?]

## Pomník Karla Hynka Máchy
Dne 21. listopadu 2010 byla za účasti litoměřického senátora Alexandra Vondry na úpatí kopce u hlavní přístupové cesty na vrchol slavnostně instalována bronzová socha básníka Karla Hynka Máchy, jejímž autorem je Josef Václav Myslbek.